# Pamela Telfer
Pamela Telfer (* 15. Januar 1939) ist eine ehemalige australische Speerwerferin.
Bei den British Empire and Commonwealth Games 1962 in Perth wurde sie Sechste.
1965 wurde sie Australische Meisterin. Ihre persönliche Bestweite von 48,33 m stellte sie 1966 auf.